# كارلا فراشي
كارلا فراشي (Carla Fracci) (ولدت في 20 أغسطس 1936 في ميلانو) هي راقصة إيطالية.

## السيرة الذاتية
درست كارلا فراشي الرقص الكلاسيكي من عام 1946 إلى عام 1954 في مدرسة الباليه في مسرح لا سكالا في ميلانو.
في 16 أكتوبر 2004 ، تم تعيين كارلا سفيرة النوايا الحسنة من منظمة الأغذية والزراعة للأمم المتحدة

## روابط خارجية
- كارلا فراشي على موقع IMDb (الإنجليزية)
- كارلا فراشي على موقع روتن توميتوز (الإنجليزية)
- كارلا فراشي على موقع مونزينجر (الألمانية)
- كارلا فراشي على موقع ميوزك برينز (الإنجليزية)
- كارلا فراشي على موقع أول ميوزيك (الإنجليزية)
- كارلا فراشي على موقع ديسكوغز (الإنجليزية)
- كارلا فراشي على موقع قاعدة بيانات الفيلم (الإنجليزية)
- كارلا فراشي على موقع كينوبويسك (الروسية)